# Laurien van der Graaff
Laurien van der Graaff (Nieuwkoop, 14 ottobre 1987) è una fondista svizzera.

## Biografia
In Coppa del Mondo ha esordito il 1º marzo 2008 a Lahti (39ª), ha ottenuto il primo podio il 3 dicembre 2011 a Düsseldorf (3ª) e la prima vittoria il 27 gennaio 2018 a Seefeld in Tirol.
In carriera ha preso parte a tre edizioni dei Giochi olimpici invernali, Soči 2014 (21ª nella sprint), Pyeongchang 2018 (10ª nella sprint, 7ª nella staffetta, 4ª nella sprint a squadre) e Pechino 2022 (24ª nella sprint, 7ª nella sprint a squadre, 7ª nella staffetta), e a sei dei Campionati mondiali, vincendo la medaglia d'argento nella sprint a squadre a Oberstdorf 2021.

## Palmarès

### Mondiali
- 1 medaglia:
  - 1 argento (sprint a squadre a Oberstdorf 2021)

### Coppa del Mondo
- Miglior piazzamento in classifica generale: 21ª nel 2018
- 8 podi (4 individuali, 4 a squadre):
  - 2 vittorie (1 individuale, 1 a squadre)
  - 2 secondi posti (1 individuale, 1 a squadre)
  - 4 terzi posti (2 individuali, 2 a squadre)

#### Coppa del Mondo - vittorie
| Data             | Località         | Nazione  | Disciplina                   |
| ---------------- | ---------------- | -------- | ---------------------------- |
| 27 gennaio 2018  | Seefeld in Tirol | Austria  | SP TL                        |
| 20 dicembre 2020 | Dresda           | Germania | TS TL (con Nadine Fähndrich) |

Legenda:

TL = tecnica libera

SP = sprint

#### Coppa del Mondo - competizioni intermedie
- 1 podio di tappa:
  - 1 vittoria

##### Coppa del Mondo - vittorie di tappa
| Data             | Località    | Nazione  | Competizione | Disciplina |
| ---------------- | ----------- | -------- | ------------ | ---------- |
| 30 dicembre 2017 | Lenzerheide | Svizzera | Tour de Ski  | SP TL      |

Legenda:

TL = tecnica libera

SP = sprint